# ليندا وليامز
ليندا وليامز (بالهولندية: Linda Williams)‏ هي مغنية هولندية، ولدت في 11 يونيو 1955 في Valkenswaard ‏ في هولندا.

## وصلات خارجية
- ليندا وليامز على موقع IMDb (الإنجليزية)
- ليندا وليامز على موقع ميوزك برينز (الإنجليزية)
- ليندا وليامز على موقع ديسكوغز (الإنجليزية)
- ليندا وليامز على موقع ديسكوغز (الإنجليزية)